# Racemobambos multiramosa
Racemobambos multiramosa är en gräsart som beskrevs av Richard Eric Holttum. Racemobambos multiramosa ingår i släktet Racemobambos och familjen gräs. Inga underarter finns listade i Catalogue of Life.